# Junkers Ju 86
El Junkers Ju 86, com molts avions alemanys de l'època d'entre guerres, va néixer com un avió de passatgers, però en el fons ja es pensava en ell com avió militar, i com tal va ser experimentat durant la guerra civil enquadrat en les forces revoltades com a banc de proves de la Luftwaffe en aquesta confrontació.

## Història
El govern alemany en 1934, es va dirigir a les dues fàbriques Heinkel Flugzeugwerke Gb i Dessau Junkers Werke, per encomanar un avió de passatgers d'alta velocitat que es pogués transformar en bombarder. I l'enginyer en cap de dissenys Ernst Zindel pensant en el motor dièsel Junkers Jumo 205, va dissenyar un bimotor amb capacitat de 10 passatgers en versió civil, o un bombarder de 4 tripulants en versió militar. El primer dels 5 prototips construïts es va envolar per primer cop el 4 de novembre de 1934 on no va demostrar les capacitats esperades, començant la seva evolució, i entrant en producció a finals de 1935. El primer exemplar de preproducció com bombarder (Ju 86A) es va entregar a la Luftwaffe en febrer de 1936, i el primer exemplar prototip de la versió civil (Ju 86V-2) entregat a Swissair ho va ser en abril de 1936.
Era un avió de construcció “monocasc” totalment metàl·lic, com ja començava a ser habitual en les construccions alemanyes de l'època (molt avançades teològicament). L'ala baixa “cantilever” amb els flaps i superfícies de control formant una doble ala (solució ja adoptada en el Junkers Ju 52), suportava dues góndoles per uns curiosos motors Junkers Jumo 205 semi dièsels de 6 cilindres lineals i 12 pistons oposats, que donaven 600 CV a 2.800 RPM, que movien hèlixs de 3 pales. L'empeanatge de cua estava format pels timons de profunditat en la part superior del fuselatge i a la fi d'aquests dos timons de direcció. El tren d'aterratge era retràctil i amb rodeta a la fi del fuselatge, les rodes davanteres es plegaven sota les ales, amb les rodes tocant les góndoles dels motors, el que resultava un ample molt curt. En la versió militar, a part del pilot, hi havia tres llocs d'artiller, un en el morro, un altre dorsal, protegit per un parabrises, i una torreta que s'escamotejava ventral.
Degut principalment als resultats obtinguts en els primers assajos i a la necessitat de fer rendible el disseny, l'avió va evolucionar i es van muntar uns altres motors BMW 132 de 9 cilindres en estrella de fins a 880 CV, augmentant la potencia després amb un nou model a 905 CV. En 1938 es va aturar la producció del model normal, però el 1940 es van transformar dos aparells amb un nou motor i cabina hermètica per a dues persones per missions a gran alçària d'observació i bombardeig, fins al punt que la Unió Soviètica i el Regne Unit van desenvolupar els avions Yakolev Yak-9 i Westland Welkin, respectivament, per atacar aquests avions que assolien sostres de 14.000 metres, sent inabastables per la majoria d'avions de caça de l'època. Axó va fer que dissenys com el Ju 186, bombarder d'alta cota, i el Ju 286 un altre bombarder d'alta cota i de 6 motors no tiressin endavant.

## Dades tècniques (Junkers Ju 86P)
- Llargada : 16,46 metres
- Amplada : 32 metres
- Alçària : 4,7 metres

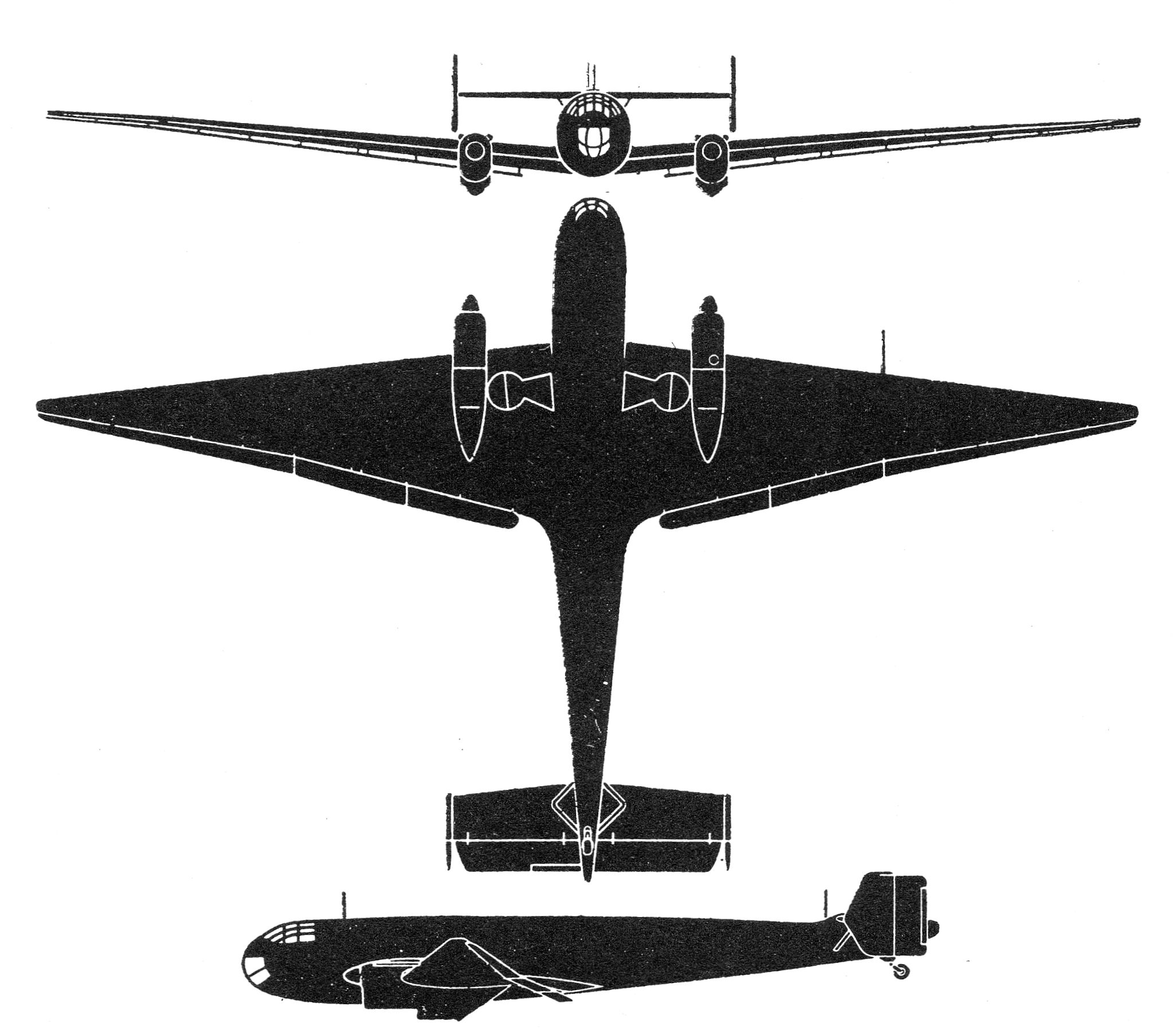
Tres vistes del Junquers Ju 86G-1

- Pes en vuit : 6.700 kilograms, Pes a l'envol : 11.530 kilograms
- Velocitat màxima : 420 km/h a 9.150 metres
- Sostre : 13.000 metres, Autonomia : 1.580 kilòmetres
- Tripulació : versió civil 2 persones, i 10 passatgers, versió militar Pilot, Navegant, i fins a 3 artillers.[cal citació]
- Armament : 3 metralladores MG 15 de 7,69 m/m, i fins a 1.000 kg de bombes

## Teatre d'operacions

### Espanya
Hi ha fonts que diuen que hi va haver un Ju 86B voltant per la geografia espanyola, possiblement enquadrat en la Lineas Aéreas Postales Españolas. Però del que no hi ha cap dubte és que el febrer de 1937 en van arribar 4 a territori espanyol, i en principi van ser enquadrats en la Legió Còndor, en l'esquadrilla experimental Versuchsjagdgruppe 88 on hi va haver pèrdues operatives, i es va demostrar la seva inferioritat operativa respecte al Heinkel He 111, i els dos models que restaven van ser venuts a el Ejército del Aire, on van restar operatius a mitges fins a la fi de la guerra. Els motors semi dièsel donaven molts mals de cap (s'ha arribat a dir que voltaven al revés). Van operar a Extremadura, enquadrats en el grup mixt 86-70. Sembla que van sobreviure a la guerra, foren ràpidament donats de baixa i substituïts pels Heinkel He 111 "Pedros", fabricats a Espanya per CASA.

### Alemanya
Després de les proves d'avaluació dels prototips de Heinkel He 111 i Junkers Ju 86, a Rechlin, es va demostrar que el model de Heinkel era superior, més després de veure els problemes que va demostrar a Espanya sobretot amb el manteniment dels motors semi dièsel Junkers Jumo, axó els va dur a la majoria a escoles de vol.
Durant la batalla de Stalingrad, es van retirar de les escoles 58 aparells, per formar dos grups de transport els Kampfgruppe V 21/V 22. Es van mostrar molt fàcils d'abatre per als aparells de caça russos, i al final dels fets 42 aparells havien sigut abatuts, tornant la resta a les escoles de formació de pilots. Van tornar a actuar en 1943 – 1944 en accions contra partisans als Balcans.
Es va intentar les operacions a alta cota amb els models Ju 86P, però quan van començar a ser abatuts perquè l'aviació de caça ja assolia aquestes cotes (14.500 metres), es va donar de baixa aquest model el 1944.
Lufthansa va operar a partir de 1937 amb 6 aparells del model Ju 86C-1

### Altres teatres d'operacions
- Austràlia les Southern Airlines and Freigthers of Asatralia van operar amb aparells civils.
- Àustria Österreichische Luftstreitkräfte (Forces Aèries Austríaques) va operar amb avions militars.
- Bolívia va comprar un aparell civil i després el va transformar per ús militar.
- Hongria Magyar Légierö (Forces Aèries Hongareses) van operar amb 66 exemplars del model Ju 86K-2
- Portugal La Força Aérea Portuguesa va operar amb aparells Ju 86K-6
- Suècia Flygvanet (Forces Aèries Sueques) van comprar aparells del model Ju 86K-1 i la llicencia per fabricar-los a Saab amb la denominació Ju 86K-5, també els va utilitzar AB Aerotransport.
- Suïssa Swissair va rebre el primer prototip civil que feia la ruta Berlín – Zúric, que es va estavellar en 1937, després va ser substituït per un altre del model Ju 86Z-1.
- Sud-àfrica va rebre aparells per South African Air Force i per South African Airways, que van ser utilitzats contra les forces alemanyes a l'Àfrica.
- Xile la Fuerza Aérea Chilena va fer servir aparells del model Ju 86K-6, i LAN Chile va operar amb Ju 86Z
- Manxúria (Xina) Manchurian Air Services va operar amb aparells Ju 86Z.

## Models
- Ju 86V-1 (Dj 86-1/Ju 86abl)

Primer prototip versió militar amb motors Siemens SAM 22B de 9 cilindres en estrella i 550 CV, va envolar-se el 4 de novembre de 1934.
- Ju 86V-2 (Dj 86-2/Ju 86bal)

Segon prototip, en versió civil, substituint els llançadors de bombes per 10 seients per a passatgers. Amb motors semi dièsel Junkers Jumo 205 de 6 cilindres lineals i 600 CV, va volar el 22 de març de 1935, venut a Swissair.
- Ju 86V-3 (Ju 86cb)

Tercer prototip, versió militar, equipat amb motors semi dièsel Junkers Jumo 205C de 860 CV.
- Ju 86V-4

Quart prototip, base del Ju 86B versió transport de passatgers.
- Ju 86V-5

Cinquè prototip, base del Ju 86A de bombardeig.
- Ju 86A-1

Primera sèrie de 13 aparells de bombardeig, començats a entregar en febrer del 1936.
- Ju 86B-1

Primera sèrie de 7 aparells de transport de passatgers.
- Ju 86C-1

Sèrie de 6 aparells de transport de passatgers fabricada per a Lufthansa.
- Ju 86D-1

Versió amb motors Junkers Jumo 205C millorats. 4 aparells foren enviats a Espanya.
- Ju 86E-1

Versió bombarder per la Luftwaffe, equipada amb motors BMW 132F de 9 cilindres en estrella i 800 CV, per solucionar els problemes observats amb els motors semi dièsel en combat.
- Ju 86E-2

Versió millorada del Ju 86E-1 al pujar la potència dels motors BMW 132N a 880 CV.
- Ju 86G-1

Modificació de 40 aparells Ju 86E-2 amb morro arrodonit de vidriera.
- Ju 86K-1

Versió d'exportació per a Suècia i Sud-àfrica, equipats amb motors Bristol Mercury XIX de 9 cilindres en estrella i 905 CV.
- Ju 86K-2

66 aparells de versió d'exportació per Hongria, amb motors Bristol Mercury XIX de 9 cilindres en estrella i 905 CV.
- Ju 86K-4

Denominació dels aparells fabricats a Suècia per Saab amb motors Bristol Pegasus III de 9 cilindres en estrella i 690 CV.
- Ju 86K-5

Denominació dels aparells fabricats a Suècia per Saab amb motors Bristol Pegasus XII de 9 cilindres en estrella i 900 CV.
- Ju 86K-6

Versió per exportació a Portugal i Xile.
- Ju 86K-7

Versió per exportar a Austria amb motors BMW 123.
- Ju 86K-13

Nova versió fabricada a Suècia amb motors Bristol Pegasus.
- Ju 86P-1

Modificació d'un Ju 86D el 1940, amb cabina hermètica de dues places, morro arrodonit de vidriera, ales més llargues (32 metres) i motors semi dièsel Junkers Jumo 207 de 1.000 CV, equipats amb sobrealimentació, per abastar altes cotes (més de 12.000 metres). Model de bombarder.
- Ju 86P-2

Cas com l'anterior, pro conversió com a reconeixement fotogràfic. Va abastar els 14.500 metres
- Ju 86R-1

Sèrie de reconeixement a gran alçada del Ju 86P-2
- Ju 86R-2

Sèrie de bombardeig a gran alçada del Ju 86P-1.

## Aparells conservats

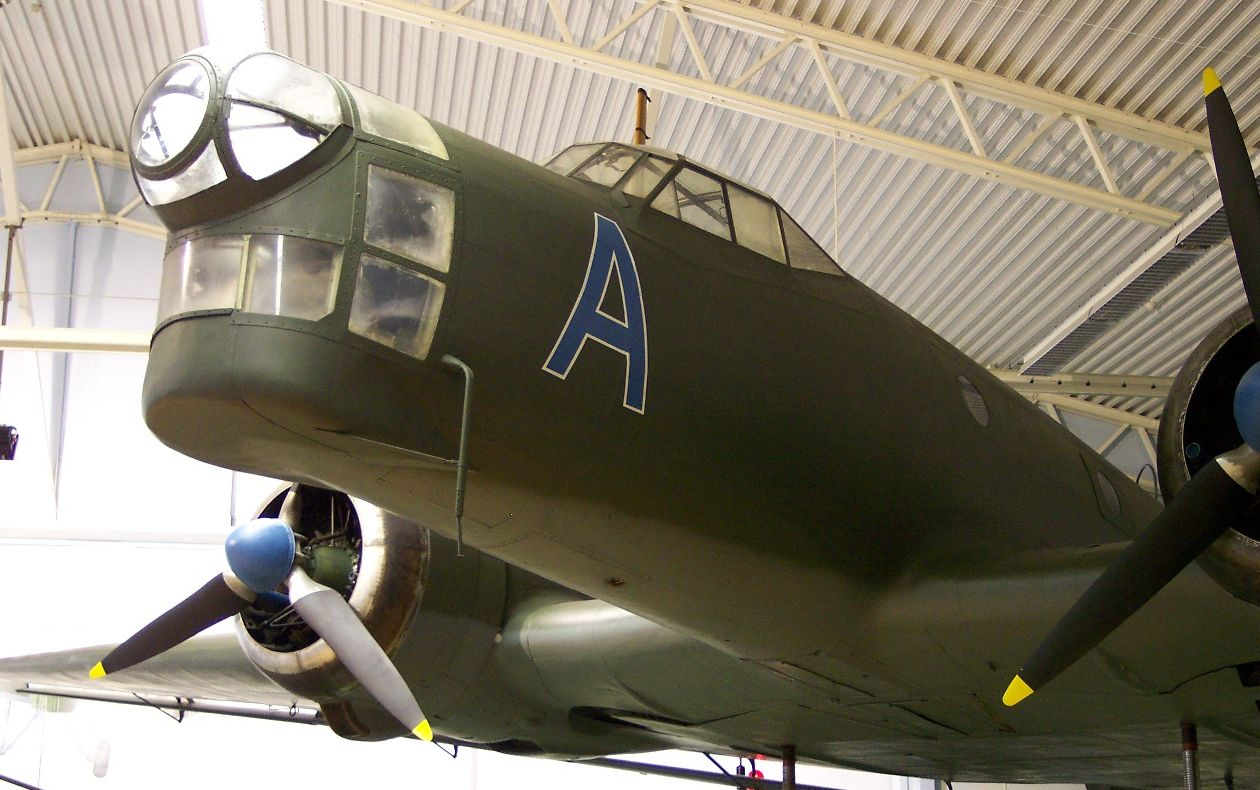
Detall del morro de l'aparell conservat a Flygvapenmuseum

Hi ha un aparell exposat en versió de transport a Flygvapenmuseum de Linköping Suècia